# John Jenik

Wappen von John Jenik

John J. Jenik (* 7. März 1944 in New York City, USA) ist ein US-amerikanischer Geistlicher und emeritierter römisch-katholischer Weihbischof in New York.

## Leben
Jenik studierte am St. Joseph’s Seminar in Yonkers und an der Fordham University. Er empfing am 30. Mai 1970 das Sakrament der Priesterweihe für das Erzbistum New York.
Jenik war Seelsorger in verschiedenen Pfarreien der Bronx. Ab 2006 war er Regionalvikar für die Nordwestbronx. Papst Johannes Paul II. ernannte ihn 1995 zum Päpstlichen Ehrenprälaten.
Am 14. Juni 2014 ernannte ihn Papst Franziskus zum Titularbischof von Druas und zum Weihbischof in New York. Die Bischofsweihe spendete ihm und den gleichzeitig ernannten Weihbischöfen John O’Hara und Peter Byrne der Erzbischof von New York, Timothy Kardinal Dolan, am 4. August desselben Jahres. Mitkonsekratoren waren die New Yorker Weihbischöfe Dominick John Lagonegro und Gerald Thomas Walsh.
Kardinal Dolan veröffentlichte am 31. Oktober 2018 den gegen Jenik erhobenen Missbrauchsverdacht, der als glaubwürdig beschrieben, von Jenik aber bestritten wird. Jenik verzichtet wegen des Jahrzehnte zurückliegenden Vorfalls auf öffentliche Auftritte.
Am 10. Oktober 2019 nahm Papst Franziskus seinen altersbedingten Rücktritt an.